# Carex koyaensis
Carex koyaensis är en halvgräsart som beskrevs av J.Oda och Hidetoshi Nagamasu. Carex koyaensis ingår i släktet starrar, och familjen halvgräs.

## Underarter
Arten delas in i följande underarter:
- C. k. koyaensis
- C. k. yakushimensis